# Пакин
Пакин (англ. Pakin) — атолл, часть островов Сенявина в Тихом Океане. Атолл принадлежит Федеративным Штатам Микронезии, относится к муниципалитету Сокехс штата Понпеи.

## География
Атолл Пакин расположен в 37 км к северо-западу от главного острова штата — Понпеи.
Узкий атолл имеет длину 10 км и ширину до 3,6 км. Наиболее крупный остров атолла, Найкалап, находится на северо-западном краю Пакина. На юго-востоке и востоке расположены острова Мванд, Вуломвин, Пейлепвил, а также ряд более мелких островков.
Общая площадь атолла составляет 24 км². Площадь суши — 1,09 км². Лагуна имеет глубину до 55 метров.
Есть только один проход для лодок на юго-западной стороне атолла.

## Население
На островах атолла проживают 100—200 человек. Говорят на языке понапе. Имеются начальная школа и христианская церковь. Население занято местными промыслами и обслуживанием туристов-дайверов.